# Салази
Салази (фр. Salazie) — муниципалитет в Франции, в заморском департаменте Реюньон. Население — 7418 человек (2011).
Муниципалитет расположен в 9700 км к юго-востоку от Парижа, 20 км к юго-востоку от Сен-Дени.

## География
Салази расположен в центре острова, на северо-восток от Питон-де-Неж (высшей точки острова) в углублении Салази (вулканическая кальдера). Коммуна не имеет выхода к морю, граничит с муниципалитетами Бра-Панон, Силао, Ла-Поссесьон, Сент-Андре, Сен-Бенуа, Сен-Дени, Сент-Мари и Сент-Сюзанн.

## Экономика
В 2010 году в муниципалитете числилось 2095 облагаемых домохозяйств, в которых проживали 6540 лиц, доход — 6627 евро на одного жителя.

## Галерея изображений

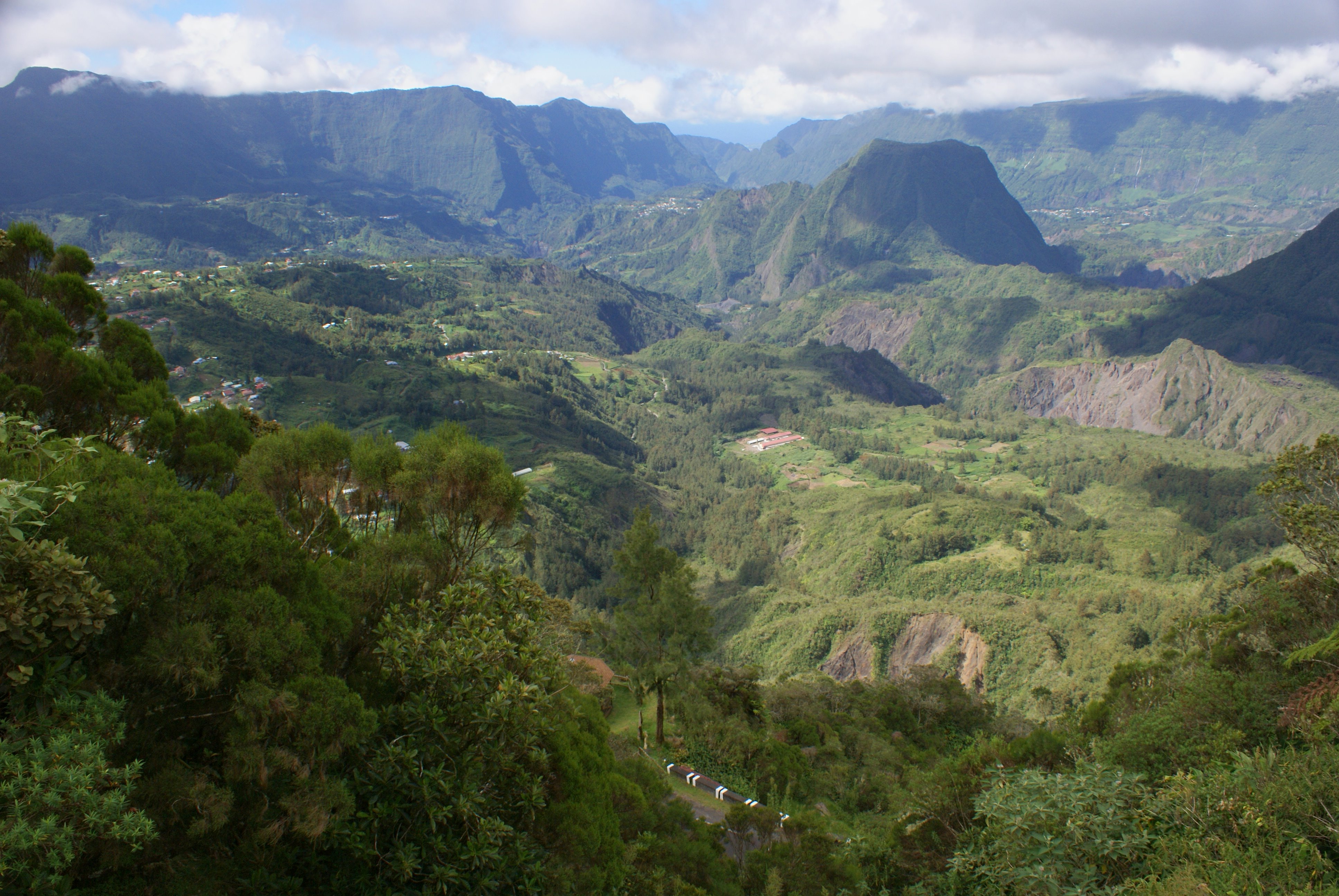
Vue du cirque.
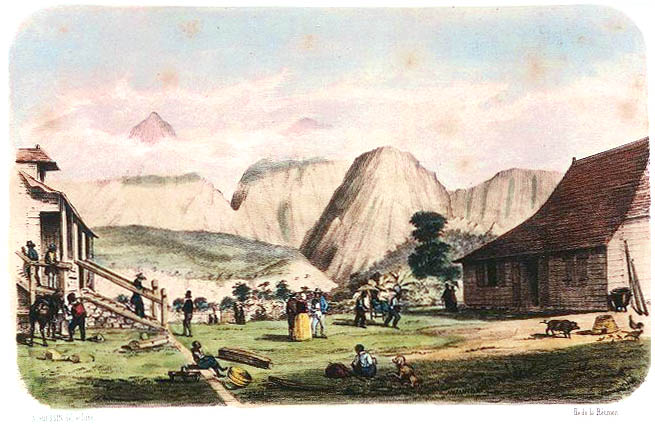
L'habitation de Théodore Cazeau aux premières heures de la colonisation du cirque.
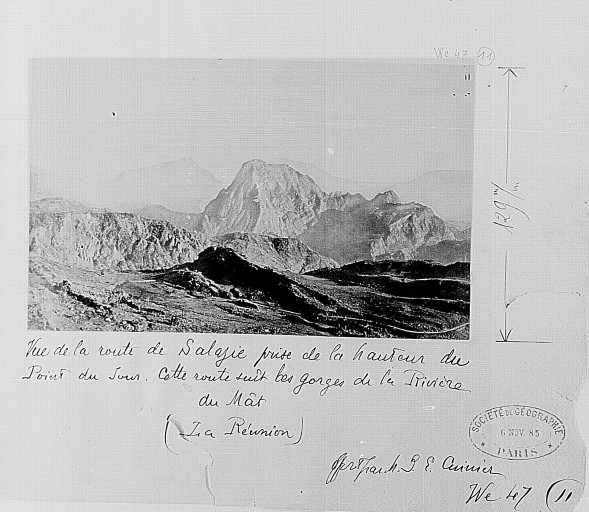
La route de Salazie depuis les hauteurs du Point du Jour avant 1885.
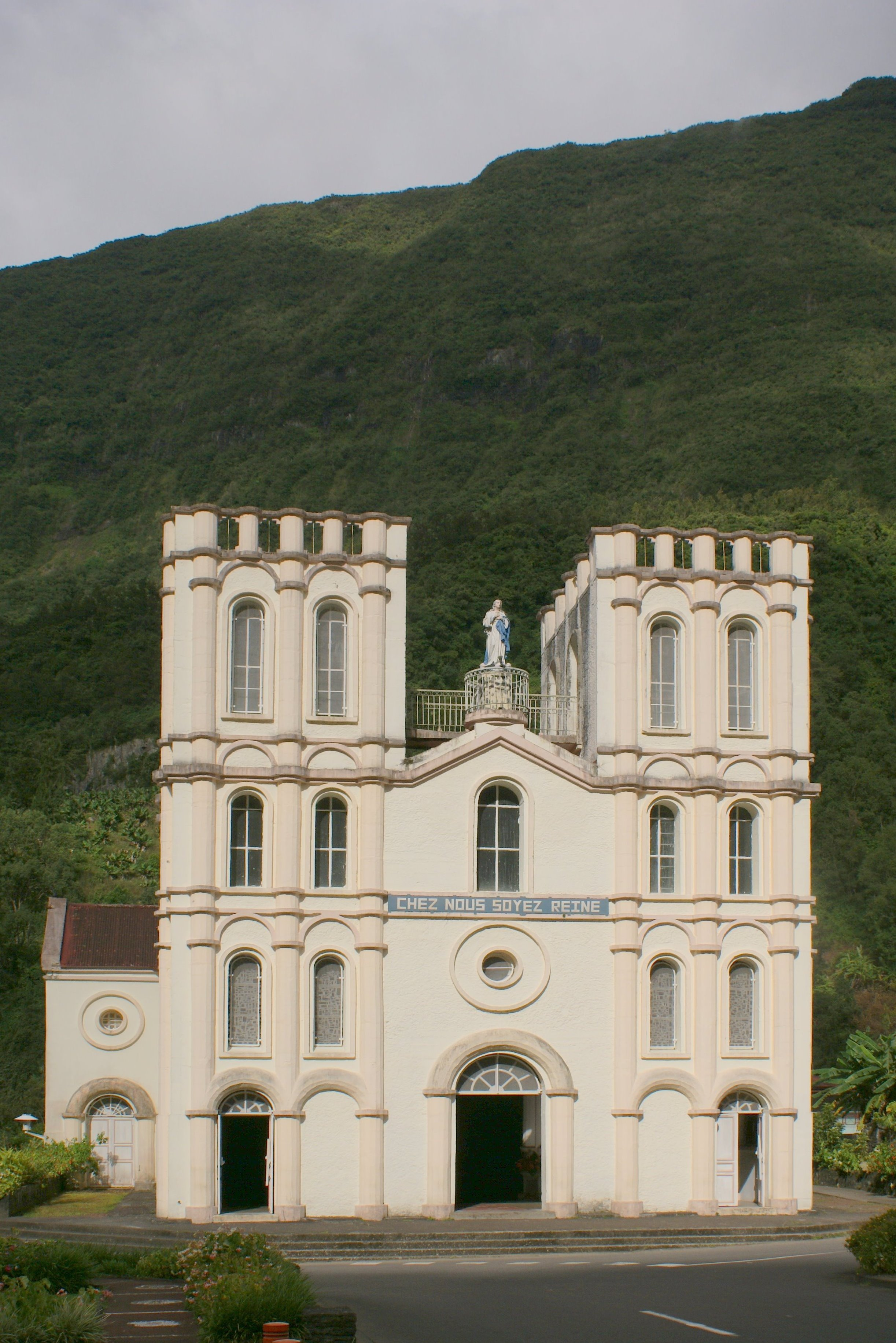
L'église de Salazie. "Chez nous, soyez reine".
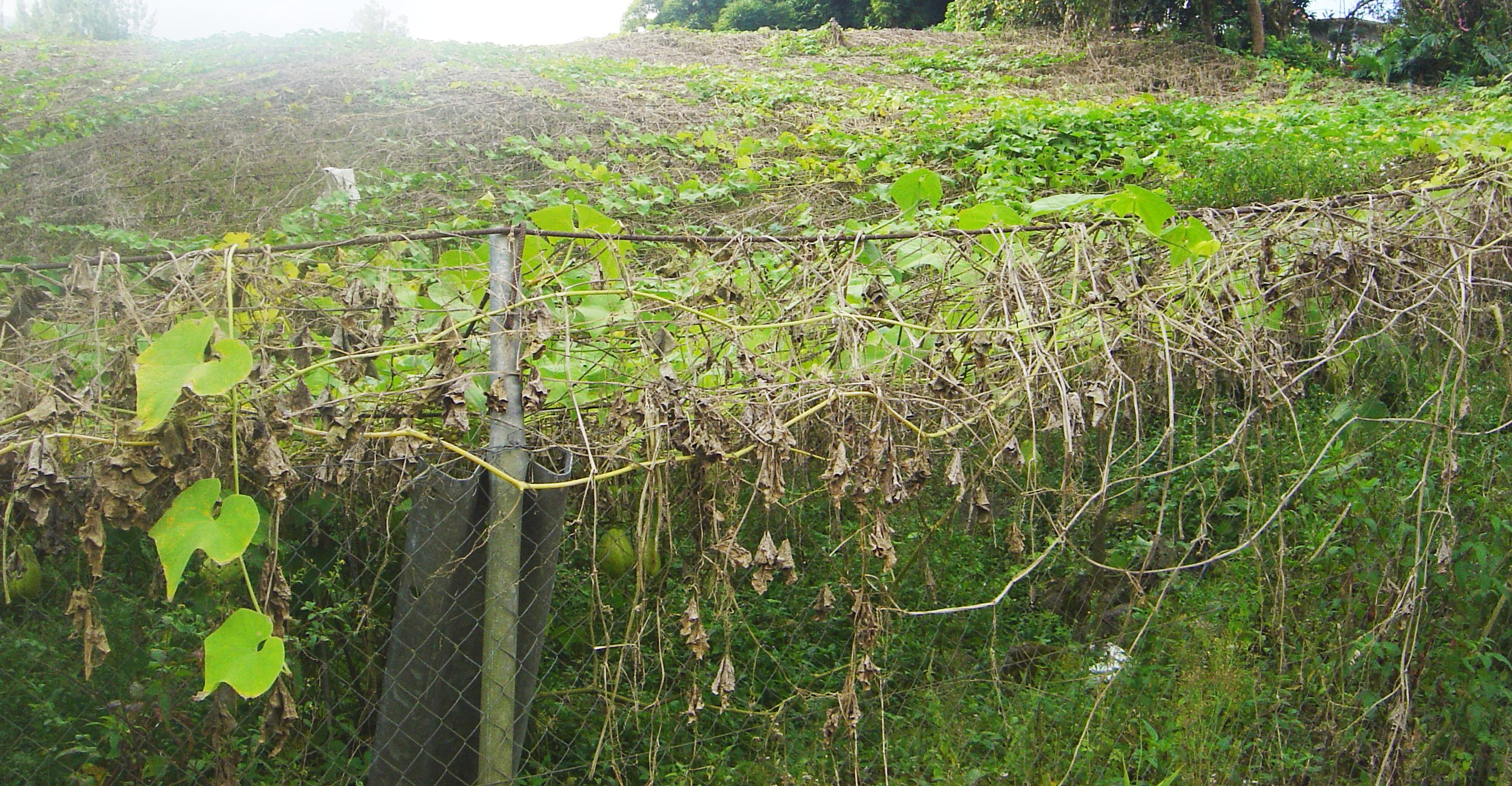
Plantation de chouchous à Îlet à Vidot.
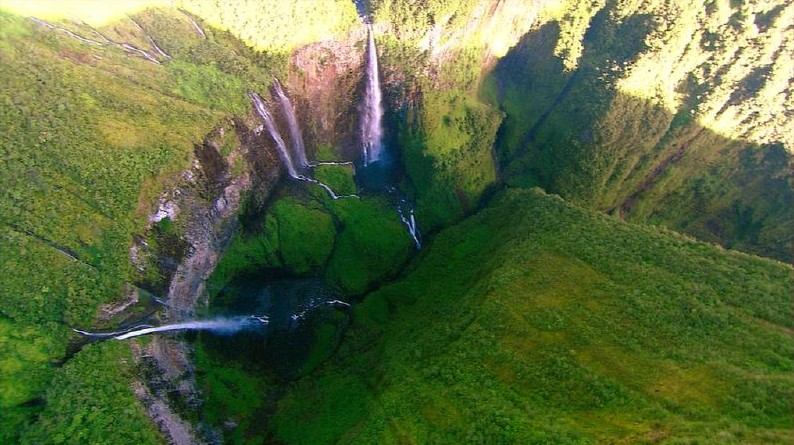
Le Trou de Fer vu d'hélicoptère.